# Metropolia Mariany
Metropolia Mariana – metropolia Kościoła rzymskokatolickiego w Brazylii. Składa się z metropolitalnej archidiecezji Mariana i trzech diecezji. Została erygowana 1 maja 1906 roku konstytucją apostolską Sempiternam humani generis papieża Piusa X. Od 2018 roku godność arcybiskupa metropolity sprawuje abp Airton José dos Santos. 
W skład metropolii wchodzą:
- Archidiecezja Mariany
  - Diecezja Caratingi
  - Diecezja Governador Valadares
  - Diecezja Itabiry–Fabriciano

Prowincja kościelna Mariany wraz z metropoliami Belo Horizonte, Diamantina, Juiz de Fora, Montes Claros, Pouso Alegre, Uberaba i Vitória tworzą region kościelny Wschód II (Regional Leste II), zwany też regionem Minas Gerais e Espírito Santo.

## Metropolici
- Silvério Gomes Pimenta (1906 – 1922)
- Helvécio Gomes de Oliveira (1922 – 1960)
- Oscar de Oliveira (1960 – 1988)
- Luciano Pedro Mendes de Almeida (1988 – 2006)
- Geraldo Lyrio Rocha (2007 – 2018)
- Airton José dos Santos (od 2018)